# ザ・クルー2
『ザ・クルー2』(The Crew 2)はフランスのユービーアイソフトから発売されているゲームソフト。

## 概要
オープンワールドレースゲーム『ザ・クルー』の続編にあたる。今作の大きな特徴として、自動車（およびバイク）のみ運転可能だった前作と比べて、飛行機とボートも操縦できるようになったことにより、自由度が大きく向上した。
前作とは異なり警察は登場していなかったが、2020年11月の「モーターフリックス」アップデートにてプレイアブルミッションとして復活した。
今作ではドイツブランドから「ポルシェ」、日本ブランドから「三菱自動車」や「本田技研工業（ホンダ）」などが追加された（前作に登場した「SUBARU BRZ」は登場しない）。

## スタイルとカテゴリ
今作では大まかな分類として4つのスタイルがあり、その下に4種ずつジャンルが派生して計16種類のカテゴリが存在している。
それぞれのスタイルでチャンピオンを撃破すると、「アルティメットマシン」を入手できる。

### STREET RACING
STREET RACE(SR)
公道を封鎖して行われる通常のレース。都市内を周回する短〜中距離のコースが多くを占める。
自動車のほか、バイクも存在する。
DRIFT(DF)
ドリフト走行の腕前を競う種目。
DRAG RACE(DR)
直線コースでゴールするまでのタイムを競うドラッグレース。1イベントにつき3本の走行。
このカテゴリのみニトロが使い切りとなっているほか、バーンアウトでタイヤのグリップ力を上昇させる要素が存在する。
HYPER CAR(HC)
いわゆるスーパーカー系のマシンで競われるレース。都市間を移動する長距離コースが多くを占める。
イベントによっては道路が封鎖されておらずアザーカーが走行しているものや、大陸を横断するものも存在する。
CHASE
「モーターフリックス」で追加されたカーチェイスミッション。カテゴリはSRとHCの2種類。
Interception Unitと呼ばれる特殊マシンを駆り、犯罪行為を働くアウトローのマシンを破壊することが目標。

### OFFROAD
RALLY RAID(RR)
森林や山岳地帯といった大自然の中を走破するラリーレイドレース。
自動車のほか、バイクも存在する。
MOTOCROSS(MX)
専用のバイクで競われるモトクロスレース。コース上にはジャンプ台が多く設置されている。
RALLY CROSS(RX)
未舗装路を走るラリークロスレース。
HOVER CRAFT(HT)
ホバークラフトで競われる、水陸混合のレース。

### FREESTYLE
AEROBATICS(AB)
航空機で曲技飛行の腕前を競う種目。
DEMOLITION DERBY(DD)
張りぼてのマシンをぶつけ合い、他車を破損させたポイント数で競うデモリション・ダービー。グラウンド内で行われるダービーイベントのほか、ショートコースで競われるレースイベントも存在する。
このカテゴリのみマシンにHPが存在し、0になると全損扱いとなる（残機等の概念はなく、自動的にリスポーンする）。
JETSPRINT(JS)
ジェットスプリントボートと呼ばれる、ポンプで推進力を得る小型ボートで競われるレース。
コースは狭く曲がりくねった水路や河川が多くを占める。
MONSTER TRUCK(MT)
モンスタートラックを駆り、グラウンド内に点在するコインを集めて得られるポイントを競うイベント。

### PRO RACING
POWERBOAT(PB)
モーターボートで競われる水上のレース。
TOURING CAR(TC)
レーシングカーで競われるレース。大半がサーキット等のクローズドコースで行われるが、一部公道を使用するものも存在する。
AIR RACE(AR)
航空機で競われるエアレース。ゲート通過の精度によって総合タイムが加算・減算される。
ALPHA GRAND PRIX(A)
フォーミュラ1カー、もしくはそれに準じたマシンで競われるレース。

## 収録メーカー (ABC順)
- アバルト[2]
- アキュラ
- エアロボート
- アルファロメオ
- アリエル
- アストンマーティン
- アウディ
- ビーチクラフト
- ベントレー
- BMW
- ブガッティ
- キャデラック
- シボレー
- クライスラー
- シトロエン
- クリエイターズ※
- DCB
- DMC
- ダッジ
- ドゥカティ
- エクストラ
- フェラーリ
- フェンダー※
- フォード
- フラウッシャー
- グランビル･ブラザーズ･エアークラフト
- ハーレーダビッドソン
- ハーモン・ロケット
- ホンダ
- ハマー
- アイス・マリン
- インディアン
- インフィニティ
- ジャガー
- ジープ
- カワサキ
- ケーニグセグ
- KTM
- ランボルギーニ
- ランチア
- ランドローバー
- ロータス
- マセラティ
- マツダ
- マクラーレン
- メルセデス・ベンツ
- ミニ
- 三菱
- MVアグスタ
- 日産
- ノースアメリカン・エイヴィエーション
- パガーニ
- プジョー
- ピラタス
- プリムス
- ポンティアック
- ポルシェ
- プロト※
- ラム
- レッドブル
- ルノー
- RUF
- サリーン
- シェルビー
- スリック･エアークラフト
- スパイカー
- SRT (英語版)
- スーパーマリン
- スズキ
- TVR
- フォルクスワーゲン
- ワーカ (英語版)
- エクストリームエアー (英語版)
- ヤマハ
- ジブコ

※斜体表記は架空のメーカー名です。

## LIVE
主に作中でのレース等の様子を配信するサービス、またはそれに準ずるイベントを運営する会社。
「最高にバズる企画を作るカメラ会社」との記述がゲーム内でみられる。
以下のような企画をゲーム内では体験できる。

LIVE EXTREME
作中で行われるレースイベント（以下LE）。
メインコンテンツとして5つのEPISODEがあり、その他にはクリスマスや夏の締めくくりなど、祝日にあたる日に行われる内容のプレイアブルイベントがある。
4人のチャンピオンを打倒すると新たに登場する「GRAND FINALE」が存在し、これは4人のチャンピオンと戦い頂点を決める、作中における実質的なラストイベントである。
LIVE SUMMIT
ストーリーとは関係のない、ゲーム内ウィークリーイベント（以下LS）。
ミッションをこなすことで報酬を獲得できる。
ランキングが存在し、「BRONZE」、「SILVER」、「GOLD」、「PLATINUM」の順に報酬が増加する。
「GOLD」や「PLATINUM」に到達すると、イベントの内容に沿ったアイテムが獲得できる。
LIVE BATTLE
ストーリーとは関係のない、PvPモード（以下LB）。
それぞれのカテゴリでルームは分けられており、スタイルはマッチングごとに変化する。
PvPレースで走るコースおよびスタイルはPvEイベントを元にしており、各イベントに対する熟練度が求められる。
車両性能は最大になるが、パーツごとに存在する特殊効果(AFFIX)は無効化される。
勝利数などに応じてLSのようなランク分けがされているが、これは単なる実力の表示である。

## 体験版
『ザ・クルー2』のオープンベータは2018年の6月21日から実行していた。

## ゲーム内容
前作と同様に基本は普通のレースゲームだが、前作より挙動がリアルになり、無駄に滑ったり回ったりせず、橋やダムなどの隙間に挟まって異常な挙動をみせることがなくなった。
前作からの変更点
マシン性能を自分で変化させる部分において、「PRO設定」と呼ばれる機能が追加された。
ドリフトアシストやアクセルのパワーのほか、ブレーキには前後の概念が追加され、サスペンション硬度やARBの挙動、タイヤのグリップまで変更できるため、まさに自分だけのマシンを作り上げることができるようになった。
外観の変更についても追加点があり、単なるペイントやステッカーを貼り付ける機能がより細分化された。
「リバリー」はステッカー機能の拡張にあたり、自分で企業ロゴや、本格的なレースカー、痛車の見た目を作ったり、それらをアップロードして世界に向けてシェアすることができる。誰かが作ったリバリーのダウンロードも可能。
「バニティ」はタイヤ、アンダーグロー、スキールの煙、クラクションを変更できる。
「HQ」はカテゴリごとに振り分けられるかたちに変更され、ガレージから展示場のような開放的な空間へと変化した。
「自宅」が追加されており、自分の好きなマシンを飾って眺めたり、イベントをこなして解放されたムービーを再度閲覧したり、自分の服装をカスタマイズできるようになった。
飛行機やボート、ホバークラフトが追加されているが、「FREESTYLE」カテゴリにおいて「デモリッションカー」が追加され、車両をぶつけ合って破壊し合ったり、障害物競走ができる。
前作では隠し車両であった「ホットロッドシリーズ」や、「バギー」が購入車両になっている。

## ストーリー
主人公には特に呼び名がないが、しいていえば「無名のレーサー」であることが作中で明言される。
無名からグランドチャンピオンへ。
数々の困難を乗り越え、有名ストリーマーへと成り上がるサクセスストーリーであるため、前作の面影はほとんどない。
4つのカテゴリーにはそれぞれサポーターとチャンピオンが属しており、彼等とのコミュニケーションやバトルを通じて、コンセプトの達成や主人公の成長が描かれる。
「LIVE EXTREME」で活躍し、有名になっていくとプレイヤーランクが上昇したり、LEの特別なイベントに参加できるようになる。

## 人物
主人公
LEに風穴を開ける期待の新生。
それぞれのカテゴリで出会う4人のサポーターに才能を買われ、数々のレースを駆け抜けていく。
性別や顔立ち、肌の色などの基本的な見た目はゲーム開始時に決定され、変更はできない。
服装は自宅で変更できる。
ヒロ
主人公をサポートする人物。親友。
レーススタイルを問わず常に登場している若い日系人。
主に主人公のマシンのメンテナンスやチューニング、配信活動を担当する。時々軽率な言動を取ることがある一方で、ラトレルにレースで勝ち取ったハイパーカーをプレゼントするなど、優しい一面もある。
ラトレル
「STREET RACING」において、主人公をサポートする人物。
車椅子に乗っている壮年の黒人男性。
違法レースの根絶を目標に掲げており、ティオとは敵対関係にある。
主人公の才能を高く評価しており、レース中には勇気づけるような言葉を投げかけてくる。
前作の根幹に関わる「5-10」についてもある程度知識を持っているような描写がある。
ウェイド
「OFFROAD」において、主人公をサポートする人物。
搭乗車両はLANCIA Delta S4（RX）とMercedes Benz X-class（RR）。実力主義者の黒人男性。自身の利益のために主人公を手駒のように扱うような場面もある。
チャンピオンである「タッカー」を毛嫌いしており、イベントで会うたびに悪態をついたり追い出そうとする。
主人公はイベントを進行するうちにタッカーと打ち解けていき、次第にウェイドとは敵対する関係になる。
アレクシス
「PRO RACING」において、主人公をサポートする人物。
20 - 30歳の女性。
たゆまぬ努力と進化を続ける者こそ真のプロであると語り、血統や伝統に重きをおくチャンピオンのことを軽視している傾向がある。
AIR RACEやPOWER BOATをプロレーシングカテゴリに導入させるなど、新しいものを取り入れることには抵抗がないが、ヒロの軽率な行動には厳しい目を向けている。
エメット
「FREESTYLE」において、主人公をサポートする人物。
濃い顔髭が特徴の白人男性。
チャンピオンとは同志を抱く仲で、「FREESTYLE」をどのように楽しむのか、どのように自分たちが作り上げてきたのかといったことを教えてくれる存在。
エドガー・ティオ・マルケス
「STREET RACING」のチャンピオン。自信家の男性。搭乗車両はNISSAN GT-R（2015）（SR）とMcLaren P1（HC）。
違法レースも走るが、本当のストリートレースはそこにあると信じている。
主人公を見下しているような態度を取るが、敗北は自分で受け止めることができる人格者の一面がある。
タッカー・″タック″・モーガン
「OFFROAD」のチャンピオン。物静かな男性。搭乗車両はFord F-150 Raptor Race Truck（RR）、Abarth 124 Rally（RX）、KTM 450 EXC（MX）、Proto XK Armored（HT）。
自然の中に生活することを信条とする、「シンプル リビング」を提唱している。
主人公を導くようにレースへと誘い、「勝ち負けは二の次である」「自然を感じ、景色を楽しむ」ということを主人公に伝えてくれる。
ウェイドについては、問題児程度に見ているような描写がされている。
クラレンス・ビショップ3世
「PRO RACING」のチャンピオン。
優秀なレーサーの一族で、「TOURING CAR」、「ALPHA GP」を信仰するかのような発言が見受けられる。
一方「AIR RACE」や「POWER BOAT」については軽視しており、その理由は「伝統がないから」の一点につきる（お遊びだと思っている）。
ソフィア
「FREESTYLE」のチャンピオン。搭乗車両はFord F-150 SVT Raptor（MT）、FENDER Rattlesnake（DD）。はつらつとした女性。
もっぱら楽しむことを前提に活動しており、快活な態度で主人公に接するほか、直接アドバイスをくれる。
誰よりもクレイジーだが、常に切磋琢磨して皆が楽しめるようになることを願っている。